# Uraria clarkei
Uraria clarkei är en ärtväxtart som beskrevs av François Gagnepain. Uraria clarkei ingår i släktet Uraria och familjen ärtväxter. Inga underarter finns listade i Catalogue of Life.